# Amelia Peabody
Amelia Peabody, född 3 juli 1890 i Marblehead, Massachusetts, död 31 maj 1984 i Dover, Massachusetts var en amerikansk miljonär  filantrop, uppfödare och skulptör.
Peabody studerade skulptur vid School of the Museum of Fine Arts under Charles Grafly, och blev med tiden en erkänd skulptör. 
På sina gårdar Powisset Farm och Mills Farm i Dover födde hon upp registrerad Hereford-boskap, Yorkshire-grisar, får och fullblodshästar.
Under många år var hon ordförande för Arts and Skills Service för amerikanska Röda Korset, som främjade konstterapi för sårade militärer under andra världskriget. 
På hennes ägor finansierade hon 1948 bygget av ett av världens första soluppvärmda hus, Dover Sun House.
Amelia Peabody dog 1 maj 1984 på sin gård av naturliga orsaker, hon lämnade huvuddelen av sina stora egendomar till välgörenhet. 